# Nick Cannon
Nicholas Scott Cannon, mais conhecido como Nick Cannon, (San Diego, 8 de outubro de 1980) é um cantor, compositor, produtor, diretor, apresentador, escritor, comediante, ator, DJ, empresário e rapper americano. Foi apresentador do programa America's Got Talent.

## Biografia
Cannon nasceu em San Diego, filho de Beth Gardner e James Cannon. Seu pai é um produtor de motivação e televangelista que hospedou um acesso público de televisão em Charlotte, North Carolina, ele escreveu best-seller The Calling, o que foi escrito por Cannon. Como uma normal criança, Cannon dividiu seu tempo com sua mãe e avó em San Diego e com seu pai em Charlotte. Ele começou a atuar na TV aos nove anos. Cannon é também sobrinho de Katie Genebra Cannon, que atualmente servi na "Annie Scales Rogers" como professora de Ética cristã na "União Seminário Presbiteriano" em Richmond, Virginia. Antes de filmar Drumline, viveu em Augusta, Georgia, em Nellyville Road. Aos 11 anos, ele conseguiu um lugar no programa de televisão onde seu pai trabalhava em acesso público a realização stand-up comedy. Quando Cannon estava em sua adolescência, ele se mudou para Hollywood, onde realizou mais três programas de TV, sendo eles:  The Improv, The Laugh Factory e Comedy Store. Ele se formou em Monte Vista High School, em 1998.

## Carreira

### Ator
Cannon marcou sua estreia na televisão no programa All That do canal a cabo Nickelodeon. Ele também foi roteirista de um episódio de Kenan & Kel e participou de dois episódios do seriado. Em 2002, ele foi destaque na sua própria série, The Nick Cannon Show. Mais tarde naquele ano, teve seu primeiro papel no cinema, no filme Drumline, seguido em 2003 pela comédia Love Don't Cost a Thing. Em 2005, ele apareceu no filme Roll Bounce juntamente com o ator e rapper Bow Wow.
Nesse mesmo ano, ele estrelou no filme de comédia Underclassman. Em 2006, emprestou sua voz para a animação Monster House, seguido de um papel no drama Bobby.

### Música
Após a assinatura com a Jive Records em 2001, juntamente com Lil' Romeo e 3LW participou da trilha sonora do filme Jimmy Neutron: Boy Genius, com o hit originalmente lançado em 1988 "Parents Just Don't Understand". Seu álbum de estreia foi o auto-intitulado Nick Cannon lançado em 2003, que incluiu o single "Your Pops Don't Like Me".
Em 2005, formou sua própria gravadora, Can I Ball Records, com planos de lançar o seu segundo álbum, Stages, que inicialmente seria lançado em 2006, mas foi adiado. O primeiro single do álbum, "Can I Live?" foi lançado em julho de 2005, seguido do segundo single "Piece Dime", em março de 2006. Seu segundo álbum foi adiado e não tem previsão de lançamento.

### Casamento e Filhos
Em abril de 2008 Nick casou secretamente com a cantora americana Mariah Carey, com apenas três meses de namoro. No dia 30 de abril de 2011, sua esposa deu à luz um casal de gêmeos, Monroe e Moroccan, em um hospital em Los Angeles. "Minha mulher acaba de me dar o mais incrível presente de aniversário da minha vida. Não serei capaz de superar isso", escreveu no Twitter se referindo também ao 3º aniversário de casamento com Mariah.
Cannon e Mariah chegou a posar nua para a revista Life&Style no oitavo mês de gravidez. Na ocasião, Mariah disse: "Meu objetivo é compartilhar esse momento incrivelmente pessoal com meus verdadeiros fãs".
A menina nasceu primeiro com 2,35 quilos e medindo 46 centímetros. O menino veio em seguida, com 2,43 quilos e 48 centímetros. Cannon, segundou a empresária, levou a cantora ao hospital em um Rolls-Royce. O casal ainda ouviu "We Belong Together", música de Mariah, logo após o nascimento das crianças. Cannon disse Moroccan e Monroe vieram ao mundo para mudar a vida do casal.
Em dezembro de 2013, foi noticiado que Carey e Cannon mal estiveram juntos durante 2013 e que apenas se relacionam como amigos, pois Nick continua a morar em Los Angeles e a Mariah não troca Nova Iorque por nada. A revista The National Enquirer explica que o casal terá mantido as aparências de um casamento saudável para evitar comentários e especulações sobre as suas vidas privadas. Nenhuma das partes falou sobre o assunto publicamente. Em agosto de 2014 anunciaram a separação. 
Nick Cannon é pai de 12 filhos de 6 mulheres diferentes.
- Filhos de Nick Cannon[16]

- - com Mariah Carey
    - 1. Monroe Cannon – nascido 30 de abril de 2011 (13 anos)
    - 2. Moroccan Scott Cannon –  30 de abril de 2011 (13 anos)

- - com Brittany Bell
    - 3. Golden Sagon Cannon – nascido a 21 de fevereiro de 2017 (8 anos)
    - 4. Powerful Queen Cannon – nascido a 23 de dezembro de 2020 (4 anos)
    - 10. Rise Messiah Cannon – nascido a 23 de setembro de 2022 (2 anos)

- - com Abby De La Rosa[17]
    - 5. Zion Mixolydian Cannon – nascido a 14 de junho de 2021 (3 anos)
    - 6. Zillion Heir Cannon – nascido a 14 de junho de 2021 (3 anos)
    - 11. Beautiful Zeppelin Cannon – nascido a 11 de novembro de 2022 (2 anos)

- - com Alyssa Scott
    - 7. Zen Scott Cannon – nascido em 23 de junho de 2021, morreu em 5 de dezembro de 2021 (aos 5 meses)
    - 12. Halo Marie Cannon – nascido a 14 de dezembro de 2022 (2 anos)[18][19]

- - com Bre Tiesi
    - 8. Legendary Love Cannon – nascido a 28 de junho de 2022 (2 anos)

- - com LaNisha Cole[20]
    - 9. Onyx Ice Cole Cannon – nascido a 14 de setembro de 2022 (2 anos)

## Discografia

### Álbuns
- 2003 -  Nick Cannon
- 2014 - White People Party Music

### Singles
| Ano  | Single                                                 | Posições nas paradas | Posições nas paradas | Posições nas paradas | Álbum                    |
| Ano  | Single                                                 | EUA Hot 100          | EUA R&B              | EUA Rap              | Álbum                    |
| ---- | ------------------------------------------------------ | -------------------- | -------------------- | -------------------- | ------------------------ |
| 2003 | "Your Pops Don't Like"                                 | —                    | —                    | —                    | Nick Cannon              |
| 2003 | "Feelin' Freaky" (com a participação de B2K)           | 92                   | 46                   | —                    | Nick Cannon              |
| 2003 | "Gigolo" (com a participação de R. Kelly)              | 24                   | 21                   | 9                    | Nick Cannon              |
| 2005 | "Can I Live?" (com a participação de Anthony Hamilton) | —                    | —                    | —                    | Non-album singles        |
| 2006 | "Dime Piece" (com a participação de Izzy)              | —                    | —                    | —                    | Non-album singles        |
| 2011 | "Famous" (com a participação de Akon)                  | —                    | —                    | —                    | White People Party Music |
| 2013 | "Me Sexy"                                              | —                    | —                    | —                    | White People Party Music |
| 2013 | "Dance Floor"                                          | —                    | —                    | —                    | White People Party Music |
| 2014 | "Looking For A Dream"                                  | —                    | —                    | —                    | White People Party Music |

## Filmografia

### Cinema
- 2000 - Whatever It Takes como Chess Club Kid
- 2002 - Men in Black II como Agente da Autópsia do MIB
- 2002 - Drumline como Devon Miles
- 2003 - Love Don't Cost a Thing como Alvin Johnson
- 2004 - Garfield: The Movie (voz Louis)
- 2004 - Shall We Dance como Scott
- 2005 - The Beltway
- 2005 - Underclassman como Tracy 'Tre' Stokes
- 2005 - Roll Bounce como Bernard
- 2006 - The Adventures of Brer Rabbit (voz Brer Rabbit)
- 2006 - Even Money como Godfrey Snow
- 2006 - Monster House (voz Oficial Lester)
- 2006 - Bobby como Dwayne
- 2007 - Weapons como Reggie
- 2007 - Goal! 2: Living the Dream como TJ Harper
- 2008 - American Son como Mike
- 2008 - Day of the Dead como Salazar
- 2008 - Ball Don't Lie como Mico
- 2009 - The Killing Room como Paul Brodie

### Televisão
- 1998 - All That
- 1998 - Kenan & Kel
- 2000 - The Parkers
- 2001 - Taina
- 2002 - The Nick Cannon Show
- 2004 - Chappelle's Show
- 2005 - Wild 'n Out
- 2007 - Short Circuitz
- 2009 - America's Got Talent
- 2009 - TeenNick
- 2010 - The Nightlife
- 2013 - Real Husbands of Hollywood